# Роговик товстенький
Роговик товстенький (Cerastium crassiusculum) — вид квіткових рослин родини гвоздикових (Caryophyllaceae).

## Біоморфологічна характеристика
Це зелена однорічна рослина 5–35 см заввишки. Листки еліптичні. Пелюстки рівні по довжині чашолисткам або трохи коротші від них, коробочки на 1/3 довші за чашечку.

## Поширення
Ендемік Криму.
В Україні вид росте на кам'янистих схилах — на південному сході Криму, рідко (ок. с. Планерське).